# میرزا ابوالفضل ساوجی
میرزا ابوالفضل ساوجی (زاده ۱۲۴۷ هجری قمری - درگذشته ۱۳۱۲ هجری قمری)، طبیب، خوشنویس، فاضل و محقق معروف زمان ناصرالدین شاه قاجار بود. وی از اطبای عهد قاجاریه و از جمله چند نفر دانشمندی است، که در تألیف نامه دانشوران و سایر کتابهای منسوب به محمدحسن خان اعتمادالسلطنه، دست داشته‌است.
بین حاج شیخ مهدی شمس العلما عبدالرب آبادی قزوینی، که او هم از دانشمندان طراز اول عصر خود بوده، و در تألیف کتاب نامه دانشوران و سایر کتابهای منسوب به اعتمادالسلطنه کاملاً دست داشته، و او، از نظر همکاری، رقابت و خصومت شدید بوده و هریک برای دیگری کارشکنی می‌کرده است.
وی پدر ذبیح بهروز، نویسنده، پژوهشگر، و شاعر نامدار معاصر و فرزند میرزا فضل‌الله ساوجی طبیب و خوشنویس دوران فتحعلی شاه قاجار می‌باشد.